# بیسنته آراندا
بیسنته آراندا (اسپانیایی: Vicente Aranda‎؛ ‏ ۹ نوامبر ۱۹۲۶ – ۲۶ مهٔ ۲۰۱۵) کارگردان، و فیلم‌نامه‌نویس اهل اسپانیا بود. وی بین سال‌های ۱۹۶۴ تا ۲۰۱۵ میلادی فعالیت می‌کرد.
یکی از مشهورترین فیلم‌های او آزادی‌خواهان نام دارد که درامی تاریخی است. در میان آثار شناخته‌شده بیسنته آراندا همچنین می‌توان به فیلم عشاق اشاره کرد که در سال ۱۹۹۲ جایزه سینمایی «گویا» در اسپانیا را برای بهترین کارگردانی و بهترین فیلم دریافت کرد. این فیلم در جشنواره فیلم برلین نیز نامزد دریافت خرس طلایی شده بود. از فیلم‌های دیگر ا می‌توان به لوته: جانت را نجات بده اشاره کرد.